# Alceu Moreira
Alceu Moreira da Silva (Osório, 4 de junho de 1954), conhecido apenas por Alceu Moreira, é um político brasileiro filiado ao Movimento Democrático Brasileiro (MDB) e que, atualmente, cumpre o seu 4º mandato como deputado federal pelo Rio Grande do Sul.
No Congresso Nacional, tem sido presença constante nas listas dos parlamentares mais influentes do Brasil, principalmente pela sua ligação com o agronegócio brasileiro. É coordenador da Frente Parlamentar Mista do Biodiesel (FPBio) e já comandou, por dois anos seguidos, a Frente Parlamentar da Agropecuária (FPA), sendo o primeiro presidente reeleito da história.
É autor de leis de grande relevância nacional, como a que proíbe o uso de celulares e smartphones nas escolas públicas e privadas de todo o país, a que prevê o fim do emplacamento obrigatório para veículos agrícolas e a que regulamenta a produção e venda de queijos coloniais e artesanais, reduzindo custos e promovendo uma série de cadeias produtivas da agricultura familiar.
Em âmbito partidário, é presidente nacional reeleito da Fundação Ulysses Guimarães (FUG), braço de formação política do MDB, pela qual idealizou projetos de desenvolvimento social e inclusão produtiva. Também já foi presidente estadual do MDB em seu Estado (2017-2022), deputado estadual (2003-2010), presidente da Assembleia Legislativa do Rio Grande do Sul (2008-2009), secretário estadual de Habitação e Desenvolvimento Urbano (2003-2006), presidente da Famurs (1999-2000), prefeito reeleito (1997-2002), vice-prefeito (1993-1996) e vereador (1983-1988) de Osório, sua cidade natal.

## Carreira política
Em 2010, foi um dos Deputados Estaduais do Rio Grande do Sul que votou a favor do aumento de 73% nos próprios salários em dezembro, fato esse que gerou uma música crítica chamada "Gangue da Matriz" composta e interpretada pelo músico Tonho Crocco, que fala em sua letra os nomes dos 36 deputados (inclusive o de Alceu Moreira) que foram favoráveis a esse autoconcedimento salarial; Giovani Cherini como presidente da Assembleia Legislativa do Rio Grande do Sul na ocasião entrou com uma representação contra o músico, Cherini falou que era um crime contra honra e o título era extremamente agressivo e fazia referência a criminosos que mataram o jovem Alex Thomas, na época Adão Villaverde que se tornou o sucessor na presidência da Assembleia Legislativa, expressou descontentamento discordando da decisão de Cherini, mas em agosto do mesmo ano o próprio Giovani Cherini ingressou com petição pedindo o arquivamento contra o músico com a alegação que não era vítima no processo (seu nome não aparecia na letra, pois como presidente do parlamento gaúcho na ocasião não podia votar) e que defendia a liberdade de expressão, na época Tonho recebeu apoio de uma loja que espalhou 20 outdoors pela capital Porto Alegre e também imenso apoio por redes sociais.
É deputado federal pelo Rio Grande do Sul pelo MDB, no qual é filiado desde 1980. Como deputado, também é presidente da Subcomissão do Leite, eleito por unanimidade em 2013, e da Frente Nacional em Defesa da Distribuição dos Recursos do Pré-sal, que conta com mais de 300 membros. Ele também foi vereador, vice-prefeito e prefeito de Osório por dois mandatos, além de secretário estadual da Habitação e do Desenvolvimento Urbano, durante o governo Germano Rigotto, deputado estadual por dois mandatos e presidente da Assembleia Legislativa e da FAMURS.
Em 2014 se reelegeu com 152.421 votos para a 55ª legislatura (2015 — 2019), sendo o terceiro deputado federal mais votado do Rio Grande do Sul.
Durante discurso na Câmara dos Deputados, realizado em 9 de Dezembro de 2016, o deputado Alceu Moreira da Silva (PMDB-RS) deu parecer favorável à Reforma da Previdência 
Em agosto de 2017 votou pelo arquivamento da denúncia de corrupção passiva do presidente Michel Temer.
É o autor da lei que proíbe o uso de celular nas escolas em todo o Brasil. Apresentada em fevereiro de 2015, a lei só foi sancionada quase dez anos depois, em janeiro de 2025 pelo presidente Luiz Inácio Lula da Silva.

## Desempenho em eleições
| Ano  | Cargo                                    | Partido | Votos   | Resultado  |
| ---- | ---------------------------------------- | ------- | ------- | ---------- |
| 1976 | Vereador em Osório                       | MDB     | 334     | Suplente   |
| 1982 | Vereador em Osório                       | MDB     | 660     | Eleito     |
| 1986 | Deputado federal pelo Rio Grande do Sul  | MDB     | 16.226  | Suplente   |
| 1988 | Prefeito em Osório                       | MDB     | 3.871   | Não eleito |
| 1990 | Deputado estadual pelo Rio Grande do Sul | MDB     | 9.835   | Suplente   |
| 1992 | Vice-prefeito em Osório                  | MDB     | 9.557   | Eleito     |
| 1996 | Prefeito em Osório                       | MDB     | 7.107   | Eleito     |
| 2000 | Prefeito em Osório                       | MDB     | 12.063  | Eleito     |
| 2002 | Deputado estadual pelo Rio Grande do Sul | MDB     | 40.887  | Eleito     |
| 2006 | Deputado estadual pelo Rio Grande do Sul | MDB     | 61.153  | Eleito     |
| 2010 | Deputado federal pelo Rio Grande do Sul  | MDB     | 81.071  | Eleito     |
| 2014 | Deputado federal pelo Rio Grande do Sul  | MDB     | 152.421 | Eleito     |
| 2018 | Deputado federal pelo Rio Grande do Sul  | MDB     | 100.341 | Eleito     |
| 2022 | Deputado federal pelo Rio Grande do Sul  | MDB     | 125.647 | Eleito     |